# サムイ空港
サムイ空港（サムイくうこう、タイ語：ท่าอากาศยานสมุย また สนามบินสมุย （サーナンビンサムイ）、英語：Samui Airport）は、タイのスラートターニー県サムイ島にある空港。

## 概要
1989年4月25日に開業。バンコク・エアウェイズが所有している空港であり、同社がほぼ独占的に使用している。そのため、空港利用料は300バーツとなっている（他のタイ国内線空港では100バーツ）。サムイ島の観光業界では、同社の独占利用が観光振興の妨げになっているとして、競合他社への開放か、新空港の建設を求められていた。2008年1月17日、タイ国際航空の乗り入れを表明、2月15日から就航した。その後も中国南方航空、シルクエアなども乗り入れており、バンコク・エアウェイズが運用はしているが専用空港としての立場は弱まりつつある。
民用空港のため設備が必要以上に整備されない傾向があり、滑走路長は全長2,060mで離陸滑走は目一杯使用できるが、着陸制動距離は1,800m程度に制限されていて比較的着陸が難しい空港となっている。2000年と2009年にバンコク・エアウェイズ機が着陸時に事故を起こしている。
ターミナルは保有するバンコク・エアウェイズにより整備されていて、島周辺の動植物や自然に溶け込むように設計されたオープンエア設計となっている。また、2008年にチェックインロビーからメインゲートまでサムイパークアベニューと呼ばれる商業施設が開業し、同施設内では食事や買い物などが出来て、出発までの時間を過ごせ、同施設は搭乗客以外でも使用できる。

## 就航航空会社と就航都市

### 就航路線
国内線
| 航空会社               | 就航地                                                  |
| ---------------------- | ------------------------------------------------------- |
|                        |                                                         |
| バンコク・エアウェイズ | バンコク/スワンナプーム、プーケット、クラビー、ウタパオ |

国際線
| 航空会社               | 就航地                                                                         |
| ---------------------- | ------------------------------------------------------------------------------ |
| バンコク・エアウェイズ | 広州、成都、香港、クアラルンプール、シンガポール、シェムリアップ(バンコク経由) |
| シルクエア             | シンガポール                                                                   |
| 雲南祥鵬航空           | 昆明、成都                                                                     |
| 成都航空               | 成都                                                                           |
| チベット航空           | 西安                                                                           |

### 就航都市
- 中華人民共和国 : 広州、昆明、成都、西安
- タイ : バンコク、ウタパオ、クラビー、チェンマイ、プーケット
- シンガポール : シンガポール

## アクセス
リムジン（ミニバス）、またはタクシー利用。50 - 300バーツ